# Коваленко Олександр Миколайович
Олександр Миколайович Коваленко (9 травня 1935) — український державний і політичний діяч. Міністр фінансів України. Заслужений економіст України.

## Біографія
Народився 9 травня 1935 року в селі Новолюбимівка, Токмацького району на Дніпропетровщині. У 1964 році закінчив Одеський кредитно-економічний інститут, фінансист-економіст.
З 1958 — інспектор, старший інспектор державних доходів Токмацького райвиконкому Запорізької області.
З 1965 — завідувач фінансового відділу, заступник голови Приморського райвиконкому.
З 1969 — 2-й секретар Приморського районного комітету Компартії України, заступник завідувача Запорізьким облфінвідділом.
З 1974 — інструктор відділу планових і фінансових органів ЦК Компартії України.
З 1976 — завідувач, начальник фінансового управління Черкаського облвиконкому.
З 1986 — заступник, 1-й заступник Міністра фінансів УРСР.
З 2 серпня 1990 по 29 жовтня 1991 — Міністр фінансів України.
З 10.1991 по 04.1992 — 1-й заступник голови правління Агропромбанку «Україна».
З 04.1992 по 05.1996 — голова Правління Агропромбанку «Україна».
З 1996 по 1998 — заступник голови правління — керівник справами Акціонерного комерційного агропромислового банку «Україна».

## Нагороди та відзнаки
- Орден «Знак Пошани» (1981).